# Contrats réels en droit romain
En droit romain, les contrats peuvent divisés entre les re c'est-à-dire liés par le remise de la chose (res), les consensuels, et les contrats innommés. Bien que Gaius identifie uniquement un seul type de contrat re, selon Justinien il y en a quatre, le mutuum (prêt à la consommation), le commodat (prêt à l'emploi), le depositum (dépôt) et le pignus (gage).
Chaque contrat varie selon ses caractéristiques propres. Ils ont tous pour finalité la remise d'une chose qui est une caractéristique déterminante. Ils étaient généralement complétés par la stipulatio.

## Les types de contrats de prêt

### Le mutuum
Le mutuum est le plus ancien des contrats réels, il s'agit d'un contrat de prêt à la consommation. Le bénéficiaire du prêt deviendra propriétaire de la chose prêtée. Il consiste pour une personne de prêter à son voisin ou à un membre de sa famille une petite somme d’argent ou une certaine quantité de blé pour faire la césure ou pour ensemencer son champ. Celui qui a reçu la chose sera tenu de rendre l’équivalent, le mutuum porte en fait sur des biens fongibles, c’est-à-dire des biens interchangeables. C'est par abus de langage que les juristes traducteurs l'ont appelé prêt à la consommation.
À l’origine, ce prêt est considéré comme un contrat de bienfaisance c’est-à-dire conclu à titre gratuit. Le débiteur doit rendre l’équivalent de ce qu’il a reçu mais pas plus. Le mutuum n’est donc pas accompagné normalement du paiement d’un quelconque intérêt. Mais les parties ont la possibilité de stipuler un tel intérêt au moyen d’un contrat verbis (verbal) qui annexera une clause au contrat de prêt, clause par laquelle le débiteur rendra davantage que ce qu’il a reçu. Pour cela, il fallait ajouter au mutuum un contrat nommé stipulatio. À Rome, l’intérêt variera entre 8 et 12%. Il descendra même en deçà de 6% sous Justinien. La règlementation économique cherchera à lutter contre les pratiques usuraires mais le droit romain permettra toujours le prêt à la grosse, c’est-à-dire un prêt à la grosse aventure accordée en matière de commerce maritime. 
Tous ces contrats solennels ou réels sont sanctionnés par un même type d’action, les actions dites de droit strict.

### Le commodat
Le commodat est un prêt à usage qui se distingue du mutuum par le fait que le bénéficiaire de ce prêt ne devient pas propriétaire de l'objet prêté mais peut juste l'utiliser pendant un temps ou un nombre d'usages déterminé. Il s'agit d'un contrat réel synallagmatique de bonne foi qui peut porter sur une res mancipi comme une res nec mancipi.  
Le commodant remet à titre gratuit une chose au commodataire à charge de la restituer après usage (la conservation de la chose entrainerait un "vol d'usage"). Ce contrat s'étend aux immeubles mais non aux choses consommées dès le 1er usage (biens consomptibles). Il est gratuit (sinon, il entrainerait la qualification de "locatio rei").  
Le commodataire est responsable pour dol ou faute, mais est exempt de toute responsabilité pour force majeure. Il peut également être tenu pour le dommage subi par l'emprunteur, s'il lui a sciemment remise une chose atteinte d'un vice.  
Il existe également une action contraire de commodat pour celui qui garde, afin d'exiger l'indemnisation des dépenses causées par la garde de la chose.  
Enfin, une action de commodat directe permet la restitution de la chose au commodant. 

### Le depositum
Le depositum est l'obligation réelle de bonne foi par laquelle un déposant confie à un dépositaire une chose meuble. Celui-ci doit la garder gratuitement et la rendre dès que le déposant le lui demande, ou au plus tard à la date fixée dans la convention. 
Le dépositaire ne peut pas se servir de la chose ou en percevoir les fruits au risque de commettre un vol d'usage. Dans certains cas, il peut être indemnisé par le déposant des dépenses exposées pour la conservation de la chose (impenses nécessaires) ou de dommages subis, même si le déposant n'en avait pas la connaissance. 
Le dépôt irrégulier
Le dépôt irrégulier porte sur une somme d'argent, et le dépositaire s'engage à en restituer l'équivalent, le rendant propriétaire de l'argent déposé dont il peut user librement. 
En droit classique, ce contrat est considéré comme un mutuum et les intérêts du prêts doivent être prévus dans une stipulatio distincte.
A la fin de la période classique, grâce à l'influence grecque, il est considéré comme un dépôt qui engendre à charge du dépositaire, en vertu de la bonne foi, l'obligation de rétribuer la jouissance qu'il a du capital par le paiement d'un intérêt.

### Le séquestre
Le séquestre est le dépôt d’une chose litigieuse (res litigiosae) par les personnes en litige à un tiers (séquestre), qui la conserve et la restitue à la partie qui gagne le procès.
Des interdits possessoires ont été accordés au séquestre, comme dans le cas du dépôt ordinaire afin de protéger la possession avant l’issue du litige.

### Le pignus
Le pignus est l'obligation réelle de bonne foi par laquelle un constituant remet à un créancier gagiste une chose afin de garantir une dette. À charge pour le créancier gagiste de rendre cette chose quand la dette aura été payée. Le débiteur n'a jusqu'à la restitution que la possession de la chose qu'il doit considérer en bonus vire i.e. en bon père de famille. Ce sera au constituant de rembourser les frais nécessaires à sa conservation. Par ailleurs, si le débiteur ne rembourse pas sa dette, le créancier gagiste peut vendre la chose à condition qu'une clause spéciale ait été prévue entre les parties. L'action de bonne foi se trouve dans les mains du constituant afin que lui soit restituée la chose (actio pigneraticia) tandis que le créancier gagiste dispose d'une action moins importante lui permettant d'obtenir le remboursement des frais engagés pour la conservation de la chose.